# Corral (élevage)
Pour les articles homonymes, voir Corral (homonymie).

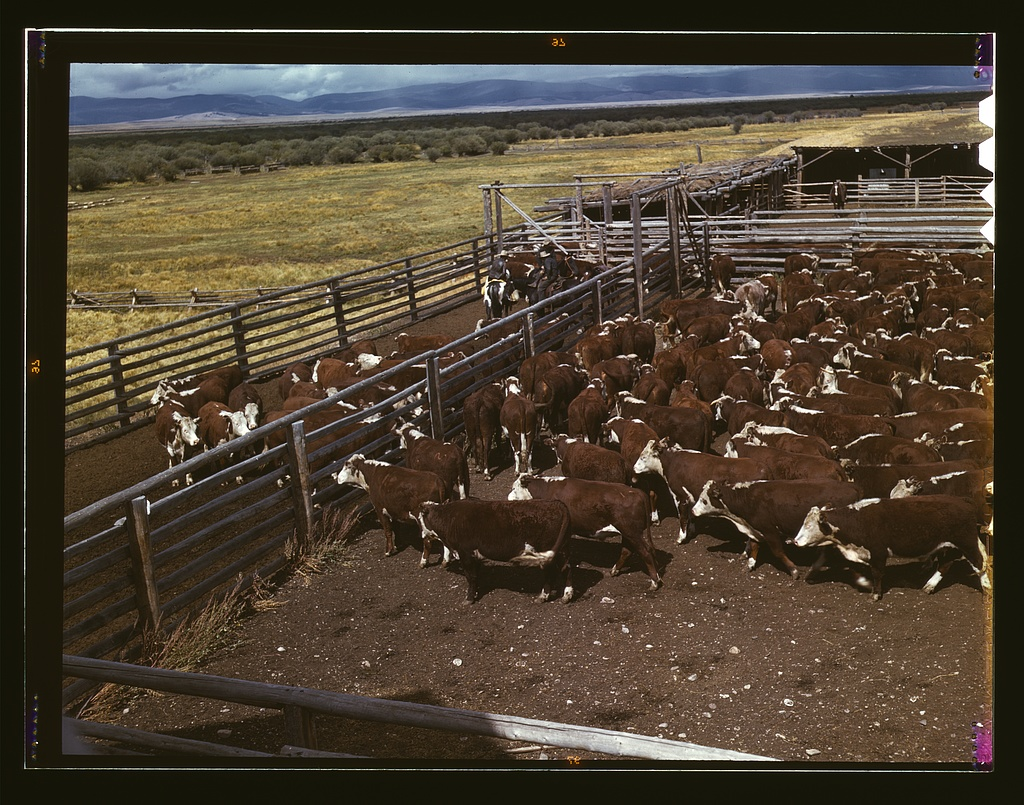
Bétail patientant au corral avant d'être acheminé vers le chemin de fer, Comté de Beaverhead, Montana, États-Unis.

Un corral est un enclos à animaux d’élevage, regroupés en troupeau. Il est largement utilisé dans le Far West et présent dans les westerns.